# 계량경제학회
계량경제학회(Econometric Society)는 계량경제학 발전을 위해 결성된 국제학회이다. 1930년 12월 29일에 미국 오하이오주 클리블랜드에서 결성되었으며, 초대 회장은 어빙 피셔이다.2014년 기준으로 약 700명의 계량경제학회 석학회원을 보유하고 있다.